# Bill Doran
William Doran (12 novembre 1916 – 9 settembre 1973) è stato un pilota motociclistico britannico.

## Carriera
La sua carriera nel motociclismo internazionale ha avuto inizio subito dopo il termine della seconda guerra mondiale e le sue prime presenze in gare importanti sono registrate già al Manx Grand Prix del 1946 e a quello del 1947 in sella a moto Norton.
Dal 1948 è presente nelle classifiche del Tourist Trophy e compare nella classifica della classe 500 nel primo gran premio del motomondiale, per quanto solo all'ottavo posto e pertanto senza ottenere punti validi per la classifica.
In questa prima stagione del motomondiale ha gareggiato anche nella classe 350 e proprio in questa categoria ha ottenuto il suo primo podio, in occasione del GP di Svizzera in sella ad una AJS (sarà tra l'altro proprio per questa casa motociclistica britannica che Doran competerà fino al termine della sua carriera). Sempre in questa prima edizione del mondiale ha ottenuto anche la sua prima vittoria, nel GP del Belgio.
Il motomondiale 1950 fu invece piuttosto sfortunato per il pilota: in occasione delle prove della prima gara stagionale, al TT, incorse in un grave incidente che lo tenne lontano dai teatri di gara per tutto l'anno, sostituito come pilota ufficiale della AJS da Bob Foster.
Riprese le competizioni l'anno successivo, quello che fu anche il migliore della sua carriera, con la conquista del secondo posto nella classifica finale della 350, alle spalle di Geoff Duke, e il quarto posto in quella della 500. Il tutto grazie anche alla sua seconda e ultima vittoria in un gran premio, nel GP d'Olanda e ad altri 3 piazzamenti sul podio tra le varie classi.
Nel 1952 incorse in un altro incidente, sempre al Tourist Trophy, che lo costrinse nuovamente a stare lontano dalle piste per il resto dell'anno. L'ultimo anno in cui è stato presente nelle classifiche mondiali è stato il 1953, dove non ottenne peraltro risultati particolarmente brillanti.

## Risultati nel motomondiale

### Classe 350
| 1949 | Classe | Moto |     |   |  |  |  |    |  |  |  | Punti | Pos. |
| ---- | ------ | ---- | --- | - |  |  |  | -- |  |  |  | ----- | ---- |
| 1949 | 350    | AJS  | Rit | 3 |  |  |  | NE |  |  |  | 7     | 10º  |

| 1951 | Classe | Moto |  |   |     |   |   |   |   |   |  | Punti | Pos. |
| ---- | ------ | ---- |  | - | --- | - | - | - | - | - |  | ----- | ---- |
| 1951 | 350    | AJS  |  | - | Rit | 5 | 1 | 3 | 5 | 4 |  | 19    | 2º   |

| 1953 | Classe | Moto |   |   |  |  |  |  |  |  |    | Punti | Pos. |
| ---- | ------ | ---- | - | - |  |  |  |  |  |  | -- | ----- | ---- |
| 1953 | 350    | AJS  | 5 | 6 |  |  |  |  |  |  | NE | 3     | 14º  |

| Legenda | 1º posto        | 2º posto            | 3º posto            | A punti      | Senza punti        | Grassetto – Pole position Corsivo – Giro più veloce |
| Legenda | Gara non valida | Non qual./Non part. | Ritirato/Non class. | Squalificato | '-' Dato non disp. | Grassetto – Pole position Corsivo – Giro più veloce |

### Classe 500
| 1949 | Classe | Moto |   |  |     |   |   |   |  |  |  | Punti | Pos. |
| ---- | ------ | ---- | - |  | --- | - | - | - |  |  |  | ----- | ---- |
| 1949 | 500    | AJS  | 8 |  | Rit | 1 | 4 | 3 |  |  |  | 23    | 4º   |

| 1951 | Classe | Moto |  |  |   |     |     |   |   |   |  | Punti | Pos. |
| ---- | ------ | ---- |  |  | - | --- | --- | - | - | - |  | ----- | ---- |
| 1951 | 500    | AJS  |  |  | 2 | Rit | Rit | 2 | 6 | 6 |  | 14    | 4º   |

| 1952 | Classe | Moto |   |  |  |  |  |  |  |  |  | Punti | Pos. |
| ---- | ------ | ---- | - |  |  |  |  |  |  |  |  | ----- | ---- |
| 1952 | 500    | AJS  | 2 |  |  |  |  |  |  |  |  | 6     | 12º  |

| 1953 | Classe | Moto |   |   |    |    |  |  |  |  |  | Punti | Pos. |
| ---- | ------ | ---- | - | - | -- | -- |  |  |  |  |  | ----- | ---- |
| 1953 | 500    | AJS  | 5 | 6 | 11 | NE |  |  |  |  |  | 3     | 13º  |

| Legenda | 1º posto        | 2º posto            | 3º posto            | A punti      | Senza punti        | Grassetto – Pole position Corsivo – Giro più veloce |
| Legenda | Gara non valida | Non qual./Non part. | Ritirato/Non class. | Squalificato | '-' Dato non disp. | Grassetto – Pole position Corsivo – Giro più veloce |